# Fabián Salas
Fabián Salas (n. La Plata, en 1963) es un destacado bailarín y coreógrafo de tango argentino, conocido internacionalmente. Integrante del movimiento  tango nuevo, neotango junto a otros bailarines, músicos y docentes, ha contribuido a la evolución del tango, así como al análisis y estudio detallado de los distintos movimientos, siendo importante sus aportaciones en el estudio de movimientos donde la bailarina es sacada del eje como son las volcadas y colgadas.

## Creación del Nuevo Tango (Neotango)
En los años ochenta, cuando en Argentina, tras el llamado Proceso de Reorganización Nacional (dictaduras militares), se intentaba normalizar la vida social y política, un grupo de jóvenes mostró interés en una de las tradiciones porteñas: el tango. En aquellos momentos sus investigaciones iban a contracorriente, pues el tango no era de interés de los jóvenes, y solo personas de otras generaciones mantenían la tradición de bailar en las Milongas, espacios más o menos cerrados que aún pervivían, donde se podía bailar tangos,  valsecitos criollos y milongas propiamente dichas. Las mismas milongas habían perdido ya gran parte de la popularidad que habían tenido en la primera mitad del siglo XX, debido a las leyes prohibiendo las asambleas y limitando el derecho de asociación durante las dictaduras militares de los años 60 y 70. 
Con la pasión de estos nuevos bailarines de tango vino la transformación de esta danza y también su difusión. El estudio cuidadoso de los movimientos de los viejos milongueros fascinó hasta tal punto a esta gente joven, que los analizaron de forma intensiva para intentar entender los mecanismos de la estructura y las dinámicas de sus movimientos; comenzaron a ver cuál y cuántas posibilidades de movimiento podrían realizarse desde cada posición; comenzaron a inventar un nuevo lenguaje del Tango que pudiera ser más útil a la instrucción. La didáctica del Tango fue llevada hasta nuevos horizontes para interpretar músicas que hasta entonces se consideraban imposibles de bailar, como las de Astor Piazzolla.

## Carrera
Entre los acontecimientos de la carrera de este autor podemos destacar:
miembro del elenco original del show “Gotán” (Estrella de Mar 1995 como “Mejor Musical”) y también participó en el show “El Patio de la Morocha” exhibida en el Teatro Municipal General San Martín de Buenos Aires (1993-1994).
En 1997 interviene como coreógrafo y como uno de los tres principales bailarines del film La lección de tango ganadora del “Ombú de Oro” a la “Mejor Película” en 1998.
Participa como bailarín y maestro en los festivales más importantes del mundo: Encuentro con los Grandes (Madrid), Festival de Tarbes, Festival de Biganos, Festival de París, Tangomagia (Ámsterdam), Academie Internationales d’Eté (Neufchateau), Fandango de Tango (Austin-Texas), Chicago Tango Week, New York Tango Festival, USTC Miami Tango Festival, Boston Tango Festival, Istambul Tango Ritual, Ankara Tango Festival, Lugano Tango Festival, TangoGreece Festival, Tango[R]evolución (Cesena), profesor en cursos. Es la columna vertebral de COSMOTANGO®.

## Filmografía
- La lección de tango (1997), de Sally Potter